# マザーアース (楽譜出版社)
マザーアース株式会社 (MotherEarth Co., Ltd.) は、日本の楽譜出版社。2003年に橘治霞により設立され、現代音楽の楽譜、書籍、CD、DVDの制作や、販売会社、作曲家のプライベートレッスン等の企画、楽譜や音源の探求の代行、演奏会に関する業務代行なども手がけている。

## 関係するおもな作曲家
楽譜出版などで、関係が深い日本の作曲家としては、池辺晋一郎、岡田加津子、小林新、近藤浩平、下山一二三、田中吉史、野村誠、肥後一郎、久留智之、諸井誠、松平頼暁、三輪眞弘、吉岡孝悦などがいる。さらに、入野義朗、佐藤敏直、松村禎三や、国枝春恵、中村滋延、西村朗、谷中優、山口淳などの楽譜やCDも手がけられている。